# Isaac Boss
Isaac James Boss (Tokoroa, 9 aprile 1980) è un rugbista a 15 neozelandese, internazionale per l'Irlanda, mediano di mischia di Waikato nel National Provincial Championship.

## Biografia
Nato nella regione di Waikato, in Nuova Zelanda, Boss è idoneo a giocare per l'Irlanda in quanto una sua nonna proviene dalla contea nordirlandese di Antrim; cresciuto nella formazione provinciale della sua regione, nel 1999 fece parte della selezione neozelandese Under-19 che vinse il campionato mondiale di categoria.
Dopo diverse stagioni in Super 12 negli Chiefs, la franchise professionistica di Waikato, nel 2005 fu a Wellington negli Hurricanes, e al termine del torneo si trasferì in Europa in Celtic League nell'Ulster, formazione della provincia di origine di sua nonna.
Con la squadra di Belfast si aggiudicò la Celtic League 2005-06 e poco dopo esordì in Nazionale irlandese ad Auckland proprio contro la Nuova Zelanda, suo Paese d'origine.
Prese successivamente parte alla Coppa del Mondo di rugby 2007 in Francia e tra il 2008 e il 2010 fu impiegato principalmente nella Nazionale A; fu, comunque, convocato per la Coppa del Mondo di rugby 2011 in Nuova Zelanda, e tra le altre varie presenze internazionali conta quelle nel Sei Nazioni 2014, che l'Irlanda si è aggiudicato.
Dal 2010 a Leinster, con tale squadra ha vinto un campionato celtico, due Heineken Cup e una Challenge Cup.

## Palmarès
- Pro12: 2
Ulster: 2005-06
Leinster: 2012-13
- Heineken Cup: 2
Leinster: 2010-11, 2011-12
- Challenge Cup: 1
Leinster: 2012-13